# They Might Be Giants
They Might Be Giants (conocidos también por su abreviatura TMBG) es un grupo de rock alternativo estadounidense formado en 1982 por John Linnell y John Flansburgh. Son conocidos por su música experimental, y algunos [¿quién?]definen su estilo como geek rock (rock intelectual o rock nerd), e incluso, se les considera como un grupo ska.
Su canción Boss of Me ganó un premio Grammy en el año 2002 y aparece en la introducción de la serie televisiva Malcolm in the Middle. También escribieron la canción Dr. Evil para el inicio de la película Austin Powers: The Spy Who Shagged Me. Además, su versión de la canción Istanbul (Not Constantinople) se utilizó en Tiny Toons en el capítulo "Música de televisión" en el videoclip "Estambul".
La banda ha producido e interpretado tres canciones originales para la serie Playhouse Disney: una para Higglytown Heroes y dos para Mickey Mouse Clubhouse. Mickey Mouse Clubhouse presenta dos canciones originales interpretadas por el grupo, incluido el tema de apertura, en el que se usa una variante de un canto de la La casa de Mickey Mouse ("¡Meeska Mooska Mickey Mouse!") Para convocar a Clubhouse, y "¡Hot Dog!", la canción utilizada al final del espectáculo. La canción hace referencia a las primeras palabras habladas de Mickey en el corto de 1929 The Karnival Kid.

## Discografía

### Álbumes
- They Might Be Giants (1986)
- Lincoln (1988)
- Flood (1990)
- Apollo 18 (1992)
- John Henry (1994)
- Factory Showroom (1996)
- Long Tall Weekend (1999)
- Mink Car (2001)
- No! (2002)
- The Spine (2004)
- Here Come the ABCs (2005)
- The Else (2007)
- Here Come the 123s (2008)
- Here Comes Science (2009)
- Join Us (2011)
- Nanobots (2013)
- Phone Power (2016)
- I Like Fun (2018)
- My Murdered Remains (2018)
- The Escape Team (2018)

### Compilaciones
- Don't Let's Start (LP) (1989)
- Miscellaneous T (1991)
- Then: The Earlier Years (1997)
- Best Of The Early Years (1999)
- TMBG Unlimited (2001)
- They Got Lost (2002)
- Dial-A-Song: 20 Years Of They Might Be Giants (2002)
- A User's Guide To They Might Be Giants (2005)
- Venue Songs (CD/DVD) (2005)
- Podcast Highlights (2006)
- Rhino Hi-Five: They Might Be Giants - EP (2006)
- Cast Your Pod To The Wind (2007)
- Album Raises New and Troubling Questions (2011)

### EP y sencillos
- Don't Let's Start (EP) (1987)
- (She Was A) Hotel Detective (EP) (1988)
- They'll Need A Crane (EP) (1989)
- Ana Ng (Sencillo) (1989)
- Purple Toupee (EP) (1989)
- Birdhouse In Your Soul (EP) (1989)
- Istanbul (Not Constantinople) (EP) (1990)
- The Statue Got Me High (EP) (1992)
- I Palindrome I (EP) (1992)
- The Guitar (The Lion Sleeps Tonight) (EP) (1992)
- Why Does The Sun Shine? (The Sun Is a Mass of Incandescent Gas) (EP) (1993)
- O Tannenbaum (EP) (1993)
- Back To Skull (1994)
- S-E-X-X-Y (EP) (1996)
- Doctor Worm (Sencillo) (1998)
- What We Did This Summer (1999)
- Working Undercover For The Man (EP) (2000)
- Boss of Me (EP) (2000)
- Man, It's So Loud In Here (EP) (2001)
- They Might Be Giants In Holidayland (2001)
- Indestructible Object (2004)
- The Spine Surfs Alone (EP) (2004)
- Experimental Film (Sencillo) (2004)
- Au Contraire (Sencillo) (2004)
- T-Shirt (2005)
- I'm Impressed (Sencillo) (2007)

- Datos: Q420880
- Multimedia: They Might Be Giants / Q420880